# Polski Trămbesj
Polski Trămbesj (bulgariska: Полски Тръмбеш) är en ort i Bulgarien.   Den ligger i kommunen Obsjtina Polski Trămbesj och regionen Veliko Tărnovo, i den centrala delen av landet, 200 km öster om huvudstaden Sofia. Antalet invånare är 5 663.